# Lyogyrus browni
Lyogyrus browni är en snäckart som först beskrevs av Carpenter 1872.  Lyogyrus browni ingår i släktet Lyogyrus och familjen tusensnäckor. Inga underarter finns listade i Catalogue of Life.